# Костричник (Борисовський район)
Костри́чник (біл. Кастрычнік), до 1946 — Клепки (біл. Клёпкі) — село в складі Борисовського району Мінської області, Білорусь. Село підпорядковане Мстижській сільській раді, розташоване в північно-східній частині області.